# 胡世光
胡世光（1932年—），男，湖北鄂城人，中国航空宇航制造工程专家，曾任北京航空学院教授、博士生导师。